# Sellaio
Il sellaio è il professionista che prepara artigianalmente finimenti per cavalli, curando spesso anche la consegna diretta ai contadini. Il mestiere è andato scomparendo con la urbanizzazione delle campagne e il disuso dei cavalli come mezzo di locomozione. I materiali usati erano il cuoio, la paglia e il legno. Il pagamento avveniva di frequente per mezzo del baratto, con uova, pollame e frutta.
Questa attività era svolta da artigiani che lavoravano soprattutto nei paesini dove più immediato era il contatto con le popolazioni rurali. Malgrado le modeste dimensioni si è attuata una selezione lasciando solo quelli più esperti che si tramandavano di generazione in generazione.
Il lavoro principale consisteva nel fare le cosiddette "collane" per i cavalli. Materie prime: cuoio, tessuto di sacco e fieno. Era prodotto una sorta di vestito cucendo il cuoio con il sacco e riempiendolo di paglia. Veniva poi data la forma e attaccati dei legni della misura del collo del cavallo. La parte con la tela costituiva l'interno della sella, a contatto con il collo per assorbire il sudore dell'animale. Il cuoio invece era all'esterno sia per motivi estetici, ma soprattutto perché era un elemento duraturo a contatto con le intemperie.